# Гомул
Го́мул  — гора в Українських Карпатах, у гірському масиві Чорногора. Розташована в Надвірнянському районі Івано-Франківської області, в межах Карпатського національного природного парку і є північним відрогом гори Шпиці.
Висота гори 1788 м. У перекладі з румунської «Гомул» означає «непомітний».
Найбільшими вершинами поруч з Гомулом є гора Шпиці (1863 м) на півдні та найвища точка полонини Маришевської — Велика Маришевська (1567,3 м) на північному сході. Гора Гомул вкрита трав'яними та напівчагарниковими альпійськими луками. Дещо віддалена від основного Чорногірського хребта, має чітко виражену вершину. З-під Гомула бере початок потік Гомульський, який зливаючись з іншим потоком з-під Говерли «коло мостів», творить початок Прута.